# Heteromera
Heteromera je rod glavočika smješten u tribus Anthemideae. Postoje dvije vrste iz sjeverne Afrike,

## Vrste
1. Heteromera fuscata Pomel
2. Heteromera philaenorum Maire & Weiller